# Río Cunucunuma
Le río Cunucunuma est un cours d'eau de l'Amazonie vénézuélienne. Situé dans l'État d'Amazonas, il se jette à proximité de la localité de Cejal en rive droite de l'Orénoque dont il est l'un des principaux affluents. 

## Géographie
Il prend sa source dans le massif de la sierra Parima et traverse principalement d'amont en aval les localités de Mawishiña, Culebra, Guarinuma et Akañaña.